# Respiro (Le Vibrazioni)
Respiro è una canzone del gruppo Le Vibrazioni. È il singolo che ha anticipato l'uscita del quarto album studio della band, intitolato Le strade del tempo, uscito nel gennaio del 2010.

## Descrizione
Il testo è stato scritto dal frontman Francesco Sarcina mentre la musica è nata dalla collaborazione con il chitarrista Stefano Verderi. Esso è caratterizzato da una forte intensità intenta a celebrare "l'attimo geniale e divino", per citare il testo del brano, che racchiude in sé la vita e che si compie nell'arco di un respiro, è un inno alla vita e al suo rispetto.

## Classifiche
| Classifica (2010) | Posizione massima |
| ----------------- | ----------------- |
| Italia            | 30                |